# Sybille Ebert-Schifferer
Sybille Ebert-Schifferer (* 24. Januar 1955 in Hamburg) ist eine deutsche Kunsthistorikerin. Von 2001 bis 2018 war sie Direktorin an der Bibliotheca Hertziana, dem Max-Planck-Institut für Kunstgeschichte in Rom.

## Leben
Ebert-Schifferer besuchte den humanistischen Zweig des Hölderlin-Gymnasiums Stuttgart, wo sie 1974 das Abitur erlangte. Im Anschluss studierte sie von 1974 bis 1979 Musikwissenschaft, Theaterwissenschaft, Philosophie und Kunstgeschichte an der Ludwig-Maximilians-Universität München, unterbrochen von einem Studienaufenthalt in Rom 1976/77 mit Hilfe der Studienstiftung des Deutschen Volkes. Sie war 1978 als Regieassistentin und Dramaturgin am Stadttheater Ingolstadt tätig und 1980 Regieassistentin an der Freien Volksbühne Berlin. 1979 setzte sie ihr Studium an der TU Berlin fort, das sie 1982 mit dem Magister Artium in den beiden Hauptfächern Kunstgeschichte und Musikwissenschaft abschloss.
Ebert-Schifferer wurde 1985 mit einer Dissertation zum politischen Ausstattungsprogramm und Ripandas Freskenzyklus im Konservatorenpalast in Rom promoviert. Danach war sie im Museums- und Ausstellungsbereich tätig: Von 1986 bis 1990 war sie Leiterin des Ausstellungswesens der Schirn Kunsthalle in Frankfurt am Main,  wo sie unter anderem Ausstellungen zur italienischen Barockkunst organisierte. Von 1991 bis 1997 war sie Direktorin des Hessischen Landesmuseums in Darmstadt und von 1998 bis 2001 Generaldirektorin der Staatlichen Kunstsammlungen Dresden. Von 2001 bis 2018 war sie Direktorin und wissenschaftliches Mitglied an der Bibliotheca Hertziana, Max-Planck-Institut für Kunstgeschichte in Rom.
Von 1997 bis 2001 war Ebert-Schifferer Erste Vorsitzende des Verbandes deutscher Kunsthistoriker (als erste Frau in dieser Funktion). 1998 bis 2004 war sie Mitglied des Deutschen Nationalkomitees im CIHA (Comité International de l’Histoire de l’Art). Sie ist seit 1999 Honorarprofessorin an der TU Dresden. Sie hat als Mitglied bzw. Vorsitzende in zahlreichen Beiräten, Kuratorien und Kommissionen mitgewirkt. 
Ihre Forschungsschwerpunkte sind europäische Malerei und Bildkünste der Frühen Neuzeit, insbesondere die italienische Malerei, Caravaggio und Stilllebenmalerei.

## Werke als Autorin
- mit Theo Jülich: Gottesfurcht und Höllenangst. Ein Lesebuch zur mittelalterlichen Kunst. Hessisches Landesmuseum Darmstadt, Darmstadt 1993, ISBN 978-3-926527-28-8.
- Il gusto bolognese. Barockmalerei aus der Emilia-Romagna. Ausstellungskatalog Hessisches Landesmuseum Darmstadt. Bologna/Mailand 1993, ISBN 978-88-7779-396-6.
- Hessisches Landesmuseum Darmstadt. (Museen, Schlösser und Denkmäler in Deutschland, Bd. 4, hrsg. v. Thomas W. Gaehtgens). Fondation Paribas/Mercatorfonds, Antwerpen 1996.
- Die Geschichte des Stillebens. Hirmer, München 1998, ISBN 978-3-7774-7890-6.
- Caravaggio. Sehen – Staunen – Glauben. Der Maler und sein Werk. C. H. Beck, München 2009 (aktualisierte Auflage 2019), ISBN 978-3-406-59140-2.
- Caravaggio. C. H. Beck Wissen, München 2021, ISBN 978-3-406-76443-1.

## Herausgeberschaft
- Guido Reni und Europa. Ruhm und Nachruhm. Ausstellungskatalog Schirn Kunsthalle Frankfurt. Nuova Alfa Editoriale, Bologna 1988, ISBN 978-88-7779-062-0.
- Giovanni Gerolamo Savoldo und die Renaissance zwischen Lombardei und Venetien. Von Foppa und Giorgione bis Caravaggio. Ausstellungskatalog Schirn Kunsthalle Frankfurt. Electa, Mailand 1990, ISBN 978-88-435-3208-7.
- Von Lucas Cranach bis Caspar David Friedrich. Deutsche Malerei aus der Ermitage. Ausstellungskatalog Schirn Kunsthalle Frankfurt. Hirmer, München 1991, ISBN 978-3-7774-5590-7.
- Giovanni Francesco Barbieri, Il Guercino (1591–1666). Ausstellungskatalog Schirn Kunsthalle Frankfurt. Nuova Alfa Editoriale, Bologna 1991, ISBN 978-88-7779-288-4.
- mit Paul Beusen und Ekkehard Mai: L'Art gourmand: Stilleben für Auge, Kochkunst und Gourmets von Aertsen bis van Gogh. Ausstellungskatalog Darmstadt, Hessisches Landesmuseum u. a. Snoeck-Ducaju & Zoon, Gent 1997, ISBN 978-90-5349-230-7.
- Deceptions and Illusions. Five Centuries of Trompe l’Oeil Painting. Ausstellungskatalog National Gallery of Art, Washington D. C. Lund Humphries, Washington 2002, ISBN 978-0-85331-878-1.

## Auszeichnungen
1994 wurde Ebert-Schifferer der Verdienstorden der Italienischen Republik in der Stufe Offizier des Verdienstordens der Italienischen Republik („Cavaliere Ufficiale“) verliehen. 2018 wurde ihr das Bundesverdienstkreuz am Bande verliehen. 
Die französische Ausgabe des Buches Die Geschichte des Stillebens (Natures mortes, Paris 1999) erhielt 1999 den Prix François Sommer „Album“. Ihr Buch Caravaggio.Sehen-Staunen-Glauben wurde 2010 mit dem Preis „Geisteswissenschaften International“ ausgezeichnet. Ebert-Schifferer ist Ehrenmitglied der Accademia Clementina, Bologna und der Accademia Raffaello, Urbino sowie korrespondierendes Mitglied der Mainzer Akademie der Wissenschaften und der Literatur.